# الصاية (حفاش)

تعديل مصدري - تعديل

الصاية هي إحدى قرى عزلة جبل نعمان بمديرية حفاش التابعة لمحافظة المحويت، بلغ تعداد سكانها 701 نسمة حسب تعداد اليمن لعام 2004.